# Ошкуцкаб
Ошкуцкаб (исп. Oxkutzcab) — город в Мексике, штат Юкатан, входит в состав одноимённого муниципалитета и является его административным центром. Численность населения, по данным переписи 2010 года, составила 23 096 человек.

## Общие сведения
Название Oxkutzcab с майянского языка можно перевести двояко: трижды основанный город или место сбора рамона, табака и мёда.
Считается, что в доиспанский период майяйцы, проживавшие в этой местности, занимались сбором рамона, табака и мёда — что и послужило названием для города.
В 1548 году в Ошкуцкаб прибыли франсисканские монахи Луис Вальяльпандо и Мельчор де Бенавенте, для евангелизации местного населения. В 1577 году поселение стало энкомьендой под управлением Эрнандо Муньоса Сапаты.

## Фотографии
- Городской монумент
- Городской рынок